# Overloaded: The Singles Collection
Overloaded: The Singles Collection é o primeiro álbum de melhores êxitos do girl group britânico Sugababes. Foi lançado em 10 de novembro de 2006 - quase um ano após a saída da integrante fundadora Mutya Buena e a introdução de sua substituta, Amelle Berrabah. Doze dos singles do grupo, quatro dos quais alcançaram o número um no Reino Unido. As Sugababes colaborou com membros da banda Orson para produzir duas novas faixas para o álbum, "Easy" e "Good to Be Gone". Overloaded receberam críticas positivas de críticos, que geralmente o elogiaram como um reflexo do sucesso do grupo.
O álbum alcançou o número três no UK Albums Chart e foi certificado platina pela British Phonographic Industry (BPI). Em outubro de 2008, vendeu 600 mil cópias no Reino Unido. Overloaded também atingiu o top vinte nas listas de discos da Irlanda e Portugal, e os quarenta melhores nas paradas na Áustria, Dinamarca, Alemanha, Holanda, Noruega e Suíça. Seu único single "Easy" foi lançado uma semana antes do lançamento do álbum, e chegou aos dez melhores nas tabelas de singles da Eslováquia e do Reino Unido. Para promover Overloaded, as Sugababes tocaram no 100 Club em Londres e embarcaram na tour de acompanhamento do álbum no Reino Unido e na Irlanda de março a abril de 2007.

## Antecedentes
Pouco depois do lançamento do quarto álbum de estúdio da Sugababes, Taller in More Ways, foi anunciado em dezembro de 2005 que a integrante fundadora Mutya Buena estava deixado a banda. Dois singles foram posteriormente lançados do álbum com a nova integrante do grupo Amelle Berrabah, que foi anunciada como a substituta de Buena 24 horas após o anuncio de sua saída. Em junho de 2006, as Sugababes começaram a trabalhar em seu quinto álbum de estúdio, que foi confirmado para lançamento em 2007. No entanto, a integrante do grupo Heidi Range também revelou que um álbum de grandes sucessos seria lançado a tempo para o Natal de 2006, que incluía todos os hits do grupos. Quando surgiram rumores de que o lançamento do álbum era prematuro, a líder da banda Keisha Buchanan afirmou que o grupo já havia começado a planejar o álbum de grandes sucessos. Ela explicou como era essencial que o álbum fosse lançado após a saída de Buena, dizendo: "Quando Mutya saiu, decidimos que era ainda mais importante, fazer isso como encerramento de um ciclo, então não precisamos reviver essa história o tempo todo." A integrante do grupo, Heidi Range, também comentou sobre isso, dizendo:"Quando Mutya ainda estava na banda, um álbum de maiores sucessos sempre foi planejado para este momento. Mas quando ela deixou, pareceu ainda mais apropriado".

## Lançamento e conteúdo
"Esta é uma chance de provar que as pessoas estão erradas, porque esta é a segunda mudança de formação e, quando tivemos alterações na formação, as pessoas tiveram suas opiniões sobre quanto tempo iriamos durar. Com a saída de Mutya, ouvimos falar que nós não poderíamos continuar. Mas sabemos que gostamos de cantar ao vivo e Amelle tem uma voz fantástica. Enquanto os fãs gostarem de nós e nós apreciarem, iremos continuar. É bom poder provar que as pessoas estão erradas".

Keisha Buchanan falando a respeito da mudança na formação do grupo no Daily Record.
Overloaded foi lançado no Reino Unido em 13 de novembro de 2006. Além disso, um álbum de remix intitulado Overloaded: The Remix Collection e um DVD com videoclipes dos grande sucessos também foram lançados, Overloaded: The Videos Collection foi lançado no mesmo dia.. Overloaded não foi lançado nos Estados Unidos, apesar de ter sido informado de que estaria disponível no país em 5 de dezembro de 2006. De acordo com Dorian Lynskey do The Guardian, o grupo parece "positivamente régio" na capa do álbum. O álbum contém doze dos singles anteriores do grupo, quatro dos quais alcançaram o número um no Reino Unido: "Freak Like Me", "Round Round", "Hole in the Head" e "Push the Button".
As Sugababes trabalharam com os membros da banda de rock Orson, para produzir duas novas faixas para o álbum, "Easy" e "Good to Be Gone". Buchanan falou sobre a colaboração, dizendo: "Quando começamos a trabalhar com os caras do Orson, o som nos contagiou - é tão fresco, mas tem as mesmas qualidades das maiores músicas de nossa carreira. É perfeito para este álbum". Range, no entanto, explicou como ela inicialmente não gostou da música em comparação com "Good to Be Gone". Depois de sair do estúdio, ela chamou as outras integrantes do grupo e falou de sua insatisfação com "Easy". Range percebeu que ela apreciava a música depois de ouvi-la no dia seguinte, e depois a chamou de uma de suas músicas favoritas pelo grupo. Apesar de ser intitulado The Singles Collection, o álbum não contém todos os singles anteriores do grupo; "New Year", "Soul Sound", "Angels with Dirty Faces" e "Follow Me Home" não foram incluídos, embora "Run for Cover" tenha sido incluído como uma faixa bônus na versão britânica. "Red Dress" foi re-gravado para apresentar os vocais de Berrabah em vez dos de Buena após a saída desta última do grupo.

## Recepção

### Recepção da crítica
| Críticas profissionais | Críticas profissionais |
| Avaliações da crítica  | Avaliações da crítica  |
| Fonte                  | Avaliação              |
| ---------------------- | ---------------------- |
| AllMusic               | [ 7 ]                  |
| Daily Record           | [ 16 ]                 |
| The Guardian           | [ 10 ]                 |
| Herald Sun             | [ 15 ]                 |
| Pitchfork Media        | [ 17 ]                 |
| This Is Fake DIY       | [ 18 ]                 |

Overloaded recebeu críticas positivas dos críticos, que elogiaram o álbum como reflexo do sucesso do grupo. Andy Kellman, da AllMusic, avaliou o álbum quatro estrelas e meia de cinco. Ele elogiou as faixas como "uma introdução ideal" as Sugababes e observou que as novas músicas gravadas com Berrabah "indicam que o grupo não perdeu nenhum momento". O escritor do Daily Record, Rick Fulton, deu ao álbum uma classificação completa de cinco estrelas, dizendo: "As integrantes em mudança não podem amortizar a fórmula de sucesso das Sugababes - vozes descaradas sobre batidas de eletro". Ele concluiu que o Overloaded, prova que o grupo é o melhor do Reino Unido. Dorian Lynskey, do The Guardian, deu ao álbum uma classificação de quatro de cinco estrelas e escreveu que a longevidade do grupo "praticamente as torna o Status Quo do gênero".
Cameron Adams, do Herald Sun, observou que Overloaded é uma lembrança do "qual bom pop das artistas" são, embora ele tenha sido menos favorável as novas faixas. Stuart McCaighy do This Is Fake DIY, concluiu que Overloaded é "inundado de sucessos" e é indicativo de por que o grupo foi nomeado o artista mais bem sucedido do século XXI. Tim Fenney do Pitchfork Media, deu a Overloaded oito e meio em dez estrelas; Ele elogiou as faixas mais emotivas do álbum, escrevendo: "Enquanto as pessoas podem se lembrar do grupo por seu pop espumante, sua coleção de grandes sucessos Overloaded é igualmente impressionante por sua balada devastadora e séria". A Jennelly Churchley-Burton, de Gigwise, descreveu o álbum como "pura perfeição do pop no seu melhor".

### Comercial
Overloaded tornou-se um sucesso comercial no Reino Unido. Ele estreou e pico no número três no UK Albums Chart, vendendo 57.284 cópias em sua primeira semana de lançamento, tornando-se o quarto álbum consecutivo das Sugababes. Na semana seguinte, caiu para o número oito nas vendas de 45.991. Em sua terceira semana no gráfico, Overloaded caiu sete lugares para o número 15, embora se recuperou para o número 11 na quarta semana devido a vendas de 66.956. Overloaded foi certificado de platina pela British Phonographic Industry, denotando vendas de 300 mil cópias. Em outubro de 2007, o álbum vendeu aproximadamente 500 mil cópias no Reino Unido sozinho. Em outubro de 2008, a Music Week confirmou que o álbum vendeu cerca de 600 mil exemplares no Reino Unido. Overloaded estreou e pico no número 12 no Irish Albums Chart 16 de novembro de 2006. Mais tarde foi certificado de platina pela Irish Recorded Music Association, pelas vendas de 15.000 cópias.
Overloaded também alcançou sucesso comercial em vários outros países. Ele estreou no Portuguese Albums Chart no número 28 e atingiu o pico no número 15 duas semanas depois, tornando-se o único disco do grupo em um gráfico em Portugal. O álbum entrou no Norwegian Albums Chart no número 40 e chegou ao número 21 duas semanas depois. Overloaded estreou no número 35 na Austrian Albums Chart em 24 de novembro de 2006 e atingiu sua posição máxima do número 25 em 8 de dezembro de 2006. Passou nove semanas no gráfico. O álbum estreou e atingiu o número 29 na Swiss Albums Chart e durou nove semanas no gráfico. Overloaded alcançou o número 37 no Mega Album Top 100, número 38 na German Albums Chart e número 43 na tabela Ultratop da Bélgica (Flandres). Overloaded atingiu o número 34 na Danish Albums Chart em 24 de novembro de 2006 e foi certificado de ouro pela International Federation of the Phonographic Industry, indicando envios de 20.000 cópias.

## Promoção

### Singles
"Easy" foi lançado em 6 de novembro de 2006 como single principal de Overloaded, uma semana antes do lançamento do álbum. A música foi escrita por Jason Pebworth e George Astasio em colaboração com as integrantes do grupo - Buchanan, Range e Berrabah. Foi produzido por Pebworth, Astasio e Brio Taliaferro. Stuart McCaighy do This is Fake DIY, elogiou a produção da música e as letras sedutoras. "Easy" foi o primeiro lugar na Eslováquia e no Reino Unido, e chegou ao top quarenta em quase todos os outros países em que entrou. "Good to Be Gone" deveria ser lançado como o segundo e último single do álbum no início de 2007, embora tenha sido cancelado logo após as Sugababes colabor com o grupo feminino Girls Aloud no single Comic Relief, "Walk This Way". A música foi atingiu o número um no Reino Unido.

### Lançamento e tour do álbum

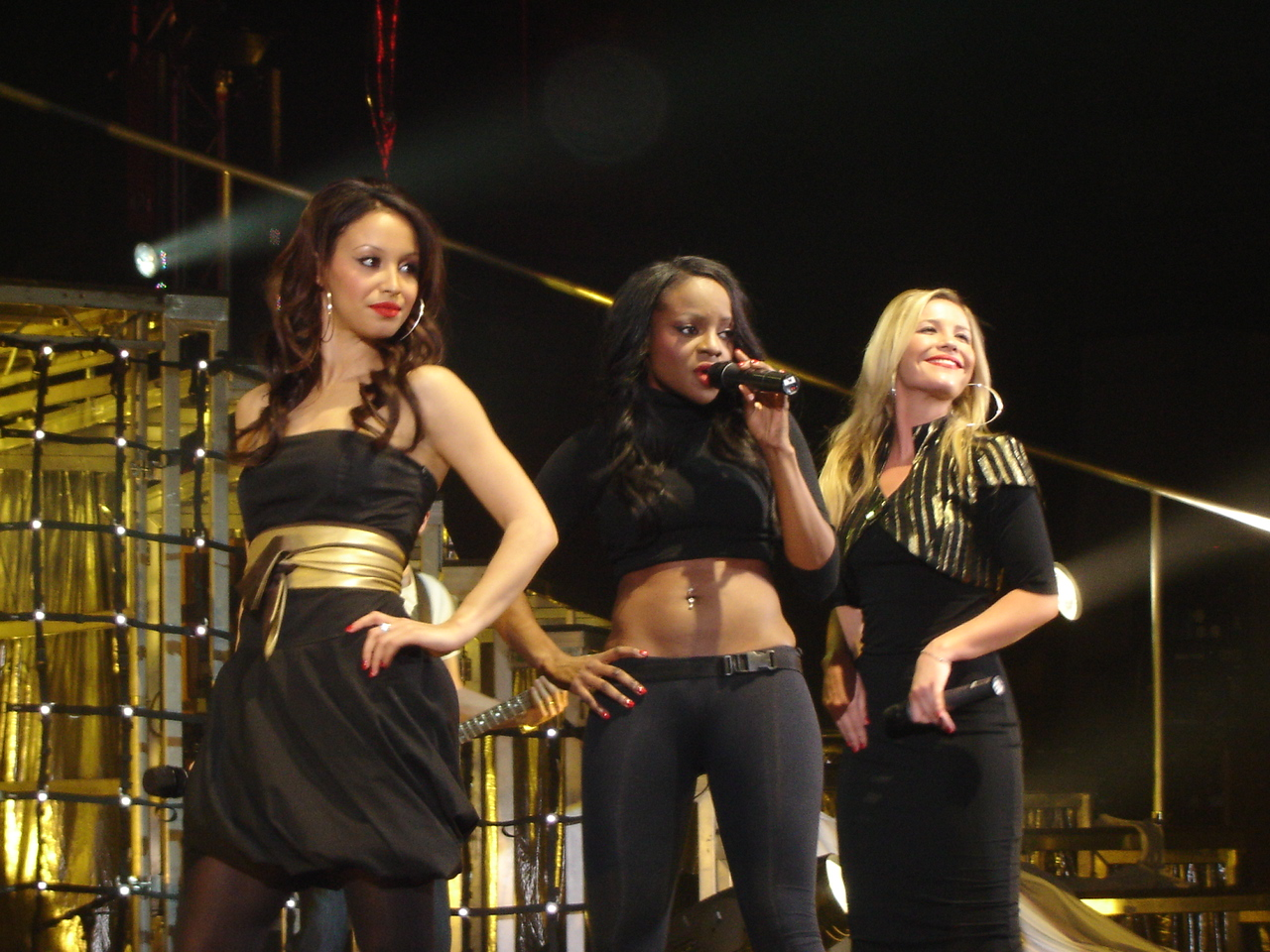
As Sugababes performando na Overloaded tour.

O lançamento do álbum para Overloaded foi realizado em 3 de outubro de 2006 no 100 Club on Oxford Street, Londres. O show de 80 minutos experimentou um corte de energia e os técnicos foram chamados para a cena, em que a performance retomou uma hora depois. Apoiadas por uma banda ao vivo, todas as faixas apresentadas no álbum foram realizadas (exceto "Good To Be Gone" e "Shape"). Betty Clarke, do The Guardian, deu ao desempenho uma classificação de três em cinco estrelas, descrevendo-as "tão brilhantes quanto sangue-puro, denominadas como manequins Topshop", embora reconhecendo, "quando o canto pára, as fendas aparecem". Um jornalista da MTV UK, escreveu: "Parecendo fabulosa, mas não exagerado em jeans skinny, as meninas ainda têm a borda não polida, nós as adoramos".
Em novembro de 2006, as Sugababes anunciaram que embarcarão em uma turnê em 2007 para promover Overloaded. A Greatest Hits Tour compreendeu 13 datas de exibição no Reino Unido e na Irlanda, a partir de 27 de março de 2007 em Dublin Point, e terminando no London Wembley Arena em 13 de abril de 2007, o último dos quais foi o primeiro desempenho do título. Entre as cidades que visitaram incluíam Manchester, Sheffield e Nottingham. A digressão também apresentou uma barraca de mercadorias que vendeu camisetas com o slogan "I'm the Next Sugababe". Um jornalista do Daily Mirror escreveu: "De" Overload "ainda brilhante para o concurso "Too Lost in You", os sucessos continuaram a chegar quando a multidão gritou mais alto com cada música". Durante a digressão, as Sugababes cantou uma versão cover de "Rocks" da banda de rock alternativa escocesa, Primal Scream.

## Faixas
| Overloaded: The Singles Collection |                                                              | |                                   |         |  |
| N.º                                | Título                                                       | Compositor(es) | Produtor(es)                      | Duração |  |
| 1.                                 | "Freak Like Me" (do Angels with Dirty Faces1)                | Eugene Hanes Marc Valentine Loren Hill William Collins George Clinton Gary Numan                                                                            | Richard X                         | 3:15    |  |
| 2.                                 | "Round Round" (do Angels with Dirty Faces1)                  | Brian Higgins Miranda Cooper Lisa Cowling Nick Coler Keisha Buchanan Mutya Buena Heidi Range Florian Pflueger Felix Stecher Robin Hofmann Rino Spadavecchia | Kevin Bacon Jonathan Quarmby      | 3:57    |  |
| 3.                                 | "Red Dress" (do Taller in More Ways2)                        | Buchanan Buena Range Higgins Cooper Powell Coler Shawn Lee Cowling Bob Bradley                                                                              | Xenomania                         | 3:38    |  |
| 4.                                 | "In the Middle" (do Three1)                                  | Cooper Higgins Niara Scarlett Lee Lisa Cowling Buchanan Buena Range Andre Tegler Phil Fuldner Michael Bellina                                               | Higgins Xenomania Jeremy Wheatley | 3:55    |  |
| 5.                                 | "Stronger" (do Angels with Dirty Faces1)                     | Jony Lipsey Marius De Vries Felix Howard Buchanan Buena Range                                                                                               | Jony Rockstar                     | 4:04    |  |
| 6.                                 | "Shape" (do Angels with Dirty Faces1)                        | Sting Dominic Miller Craigie | Craigie                           | 4:12    |  |
| 7.                                 | "Overload" (do One Touch3)                                   | Buchanan Buena Siobhán Donaghy Howard Cameron McVey Paul Simm Jonathan Lipsey                                                                               | McVey Jony Rockstar Simm          | 4:38    |  |
| 8.                                 | "Good to Be Gone" (inédita)                                  | Jason Pebworth George Astasio Buchanan Range Amelle Berrabah                                                                                                | Brio Taliaferro Pebworth Astasio  | 3:27    |  |
| 9.                                 | "Caught in a Moment" (do Three1)                             | Lipsey Karen Poole de Vries Buchanan Buena Range | Jony Rockstar                     | 4:26    |  |
| 10.                                | "Ugly" (do Taller in More Ways1)                             | Dallas Austin | Austin                            | 3:51    |  |
| 11.                                | "Easy" (inédita)                                             | Pebworth Astasio Buchanan Range Berrabah | Taliaferro Pebworth Astasio       | 3:39    |  |
| 12.                                | "Too Lost in You" (do Three1)                                | Diane Warren | Andy Bradfield Rob Dougan         | 4:00    |  |
| 13.                                | "Run for Cover" (faixa bônus do Reino Unido) (do One Touch3) | Lipsey Simm McVey Donaghy Buchanan Buena | McVey Rockstar Simm               | 3:47    |  |
| 14.                                | "Hole in the Head" (do Three1)                               | Higgins Range Buchanan Cooper Buena Scarlett Coler Powell                                                                                                   | Higgins Xenomania Powell Wheatley | 3:39    |  |
| 15.                                | "Push the Button" (do Taller in More Ways1)                  | Buchanan Buena Range Austin | Austin                            | 3:38    |  |

| Overloaded: The Singles Collection – iTunes Store faixa bônus |                                                                         |                       |         |  |
| N.º                                                           | Título                                                                  | Producer(s)           | Duração |  |
| 16.                                                           | "I Bet You Look Good on the Dancefloor" (B-side do single "Red Dress"2) | Jim Abbiss Alan Smyth | 2:47    |  |

Notas
1. ↑  inclui vocais de Mutya Buena
2. ↑  inclui vocais de Amelle Berrabah
3. ↑  inclui vocais de Siobhan Donaghy

## Desempenho nas paradas e certificações

### Paradas semanais
| Chart (2006)                       | Maior posição |
| ---------------------------------- | ------------- |
| Alemanha (GfK Entertainment)       | 38            |
| Austrália (ARIA)                   | 5             |
| Áustria (Ö3 Austria)               | 25            |
| Bélgica (Ultratop Flanders)        | 43            |
| Europa (Billboard Hot 100 Singles) | 8             |
| Irlanda (IRMA)                     | 12            |
| Noruega (VG-lista)                 | 21            |
| Países Baixos (MegaCharts)         | 37            |
| Países Baixos (Tracklisten)        | 34            |
| Portugal (AFP)                     | 15            |
| Reino Unido (OCC)                  | 3             |
| Suíça (Swiss Hitparade)            | 29            |

## Vendas e certificações
| Região                                         | Certificação | Vendas   |
| ---------------------------------------------- | ------------ | -------- |
| Dinamarca (IFPI Dinamarca)                     | Ouro         | 100,000^ |
| Irlanda (IRMA)                                 | Platina      | 100,000^ |
| Reino Unido (BPI)                              | 2× Platina   | 500,000^ |
| ^distribuições baseadas apenas na certificação |              |          |

## Ficha Técnica
Créditos adaptados do AllMusic.
| - George Astasio – produção - Dallas Austin – compositor, bateria, teclado, produção - Goetz B. → mixagem - Sophie Barber – violino - Dean Barratt – programação - Fenella Barton – violino - Michael Bellina – produção - Simon Benson – baixo - Amelle Berrabah – compositor - Mark Berrow – violino - Rachel Bolt – viola - Thomas Bowes – violino - Andy Bradfield – mixagem, produção - Bobby Bradley – baixo - Keisha Buchanan – compositora, vocais principais, vocais de apoio - Mutya Buena – compositora, vocais principais e vocais de fundo - Martin Burgess – violino - George S. Clinton – compositor - Nick Coler – compositor, guitarra, baixo, programação - William Collins – compositor - Miranda Cooper – compositor - Nick Cooper – violoncelo - Lisa Cowling – compositora - Pete Craigie – engenharia, produtor, engenharia vocal - Marcia Crayford – líder da orquestra, violino - Dermot Crehan – violino - Caroline Dale – cello - David Jack Daniels – cello - Marius de Vries – baixo, compositor - Caroline Dearney – cello - Dario Dendi – engenharia, engenharia vocal - Manon Derome – violino - Siobhan Donaghy – compositor - Rob Dougan – líder da orquestra, piano, produtor, arranjos de cordas - Matt Duguid – programação - Philip Dukes – viola - Richard Edgeler – assistente, assistente de mixagem - Liz Edwards – violino - Chris Elliot – arranjos de cordas - Chris Elliott – cello, piano - Tom Elmhirst – engenheiro, mixagem, programação, engenheiro vocal - Guy Farley – arranjos de cordas, condutor de cordas - Simon Fischer – violino - Phil Fuldner – produtor - Ben Georgiades – engenheiro vocal, gravação vocal - Tim Grant – viola - Timothy Grant – viola - Jack Guy – engenheiro - Peter G. Hanson – violino - Doug Harms – engenheiro assistente - Brian Higgins – compositor, guitarra (baixo), teclados, produtor, programação - Loren Hill – compositor - Rebecca Hirsch – violino - Philippe Honore – violino - Lynda Houghton – contrabaixo - Felix Howard – compositor, guitarra - Nick Ingman – condutor, arranjos orquestrais, arranjos de cordas - David Juritz – violino - Khris Kellow – produtor vocal - Alison Kelly – violino - Kick Horns – órgão - Patrick Kiernan – violino - Darrell Kok – violino - Boguslaw Kostecki – violino | - Zoe Lake – viola - Peter Lale – viola - Patrick Lannigan – contrabaixo - Tim "Rolf" Larcombe – teclados, programação - Julian Leaper – violino - Shawn Lee – compositor, guitarra - Gaby Lester – violino - Anthony Lewis – cello - Peter Lockett – percussão - Mario Lucy – engenheiro vocal - Douglas Mackie – violino - Steve Mair – contrabaixo - Graham Marsh – assistente de engenharia - Perry Mason – violino - Donald McVay – viola - Cameron McVey – compositor, teclados, produtor, programação - Dominic Miller – compositor - Steve Morris – violino - Everton Nelson – violino - Yoad Nevo – guitarra, instrumentação, teclados, produtor, programação - Gary Numan – compositor - Chris Parmenidis – domínio - Jason Pebworth – produtor - PF – compositor - Melissa Phelps – cello - Richard Phillips – teclados - Karen Ann Poole – compositor - Tim Powell – compositor, teclados, mixagem, produtor, programação - Jonathan Quarmby – produtor - Heidi Range – compositor, vocais - Tony Reyes – guitarra, guitarra (baixo) - Nick Roberts – cello - Johnny Rockstar – baixo, batidas, compositor, bateria, teclados, mixagem, produtor - Ian Rossiter – engenheiro assistente - Mike Ross-Trevor – engenheiro de cordas - Niara Scarlett – compositor - Frank Schaefer – cello - Mary Scully – contrabaixo - Dominic Seldis – contrabaixo - Jackie Shave – violino - Jon Shave – keyboards, vocais - Katherine Shave – violino - Celia Sheen – violino - Rick Sheppard – engenheiro, MIDI, design MIDI, design de som - Mark Sheridan – guitarra - Paul Simm – compositor, teclados, produtor - Simon Masterton Smith – violino - Zoe Smith – assistente, assistente de engenheiro - Ralph de Souza – violino - Michael Stirling – cello - Sugababes – artista primário - Brio Taliaferro – produtor - Chris Tombling – violino - Marc Valentine – compositor - Diane Warren – compositor, produtor executivo - Chris Watson – guitarra - Ivo Jan van der Werff – viola - Jeremy Wheatley – mixagem, produtor, programação - Bruce White – viola - Richard Wilkinson – engenheiro - Jonathan Williams – violoncelo - Steve "Syco Steve" Williams – contrabaixo - David Woodcock – violino - Gavyn Wright – violino - Naomi Wright – violoncelo - Richard X – produtor - Warren Zielinski – violino |